# キミと僕
『キミと僕』（キミとぼく）は、I WiSHの4枚目のシングルである。

## 解説
- 2004年8月18日にSME Recordsよりリリースされた。
- 初回プレス版はSDガンダムフォースカードゲーム用I WiSHオリジナルカード封入。

## 収録曲
1. キミと僕
  - 作詞：ai / 作曲：nao / 編曲：家原正樹、nao

テレビ東京系アニメ『SDガンダムフォース』エンディングテーマ曲。
2. Tomorrow
  - 作詞：ai / 作曲：nao / 編曲：家原正樹、nao
3. キミと僕 (オリジナル・カラオケ)

## 収録作品
キミと僕
- アルバム『WISH』
- アルバム『BEST WiSHES』
- アルバム『The Complete Collection of I WiSH』

Tomorrow
- アルバム『BEST WiSHES』
- アルバム『The Complete Collection of I WiSH』